# 레스큐 언더 파이어
《레스큐 언더 파이어》(스페인어: Zona hostil)는 2017년에 개봉한 스페인의 액션 영화이다.

## 출연
- 아리아드나 길 : 바렐라 역
- 라울 메리다 : 콘테 역
- 로베르토 알라모 : 토레스 역